# タファミジス
タファミジス（Tafamidis）は、成人のトランスサイレチンアミロイドーシス（ATTR）の疾患進行を遅らせるために使用される医薬品である。
本薬は、家族性アミロイド心筋症（FAC）および家族性アミロイドポリニューロパチー（FAP）といった遺伝性のATTRと、野生型トランスサイレチンアミロイドーシス（wtATTR、以前は老人性全身性アミロイドーシスと呼ばれていた）の治療に使用される。本薬は、トランスサイレチンというタンパク質の四次構造（4量体）を安定化させることで効果を発揮する。ATTRでは、トランスサイレチン4量体がバラバラになり、神経や心臓などの組織に害を及ぼす塊（アミロイド）を形成する。経口投与で用いられる。

## 効能・効果
- トランスサイレチン型家族性アミロイドポリニューロパチーの末梢神経障害の進行抑制
- トランスサイレチン型心アミロイドーシス（野生型および変異型）

タファミジスは、成人のトランスサイレチンアミロイドーシス（ATTR）患者で、神経機能の喪失（ATTR多発性神経炎、ATTR-PN）または心臓疾患（ATTR心筋症、ATTR-CM）を引き起こす疾患の進行を遅らせる目的で使用される。

## 副作用
重大な副作用は設定されていない。
10%の患者に、尿路感染症、膣感染症、上腹部痛、下痢が発生する。

## 相互作用
タファミジスは、シトクロムP450とは相互作用しないと思われるが、BCRPを阻害するため、メトトレキサート、ロスバスタチン、イマチニブなどの薬剤の使用に影響を与える可能性がある。また、OAT1およびOAT3を阻害するため、NSAIDsおよびこれらの輸送体に依存する他の薬剤と相互作用する可能性がある。

## 薬理
タファミジスは、トランスサイレチン（TTR）タンパク質の2つのチロキシン結合部位のうちの1つに結合することで、正しく折り畳まれた4量体を安定化させる薬理学的シャペロンである。ATTR患者では、個々のモノマーが4量体から脱落し、誤った立体構造をとって凝集し、凝集体が神経や心筋に悪影響を及ぼす。
タファミジスは投与後2時間程度で最高血漿濃度に達し、血漿中ではタンパク質とほぼ完全に結合している。前臨床試験の結果から、本剤はグルクロン酸で代謝され、胆汁を介して排泄されると考えられているが、ヒトでは投与量の約59％が糞中に、約22％が尿中に回収される。

## 物理化学的特徴
タファミジスの化学名は、2-(3,5-ジクロロフェニル)-1,3-ベンゾオキサゾール-6-カルボン酸である。この分子には2つの結晶形と1つの非晶質形があり、結晶形の1つを用いて製造されている。

## 承認
スクリプス研究所のジェフリー・ケリーらによって1990年代に開発された。タファミジスは、2011年11月に欧州医薬品庁（EMA）より、成人のトランスサイレチン関連遺伝性アミロイドーシスにおける末梢神経障害の遅延を目的として承認された。2012年、米国食品医薬品局（FDA）は、臨床試験で機能的エンドポイントにもとづく有効性が示されなかったことを理由に、販売承認申請を却下し、FDAはさらなる臨床試験を要求した。2013年、厚生労働省は、日本人を含めた第I相試験および日本人対象の第III相試験の結果、ならびに外国での臨床成績にもとづき、「トランスサイレチン型家族性アミロイドポリニューロパチーの末梢神経障害の進行抑制」について承認したが、さらなる臨床試験で有効性が確認されることが条件とされていた。
タファミジスは、心臓疾患を引き起こす別の型のATTR（心筋症を伴うATTR、ATTR-CM）の治療にも使用される。この疾患の治療薬として、米国では2019年5月に、欧州連合では2020年に、日本では2019年3月に、オーストラリアでは2020年3月に承認された。
承認の根拠となった主な臨床試験は、441名の成人患者を対象とした国際共同治験（NCT01994889）であり、この試験は、ベルギー、ブラジル、カナダ、チェコ共和国、スペイン、フランス、ギリシャ、イタリア、日本、オランダ、スウェーデン、英国、米国の60施設で実施された。
ATTR-CMの治療におけるタファミジスの効果と副作用を評価した試験が1件あった。この試験では、ATTR-CM患者が、タファミジス（20mgまたは80mg）または偽薬のいずれかに無作為に割り付けられ、30か月間投与された。なお、本試験に参加した患者の約90％は、他の心不全治療薬を服用していた（標準的な治療法と一致）。
EMA、FDA、厚生労働省はそれぞれ、タファミジスを希少疾病用医薬品に指定した。
製剤としては、タファミジスメグルミンとタファミジスの2つが承認されている。タファミジスメグルミン80mgは、タファミジス61mgに相当する:36。

## 参考資料
1. 1 2  “Vyndamax and Vyndaqel Australian prescription medicine decision summary”. Therapeutic Goods Administration (TGA) (2020年7月17日). 2020年8月16日閲覧。
2. ↑  “Tafamidis Use During Pregnancy”. Drugs.com (2019年9月6日). 2020年8月16日閲覧。
3. 1 2 3 4 5 6  “Vyndaqel 20 mg soft capsules - Summary of Product Characteristics”.   Electronic Medicines Compendium. 2018年4月2日閲覧。
4. 1 2  “Vyndaqel- tafamidis meglumine capsule, liquid filled Vyndamax- tafamidis capsule, liquid filled”. DailyMed (2019年8月30日). 2019年11月24日閲覧。
5. 1 2 3 4  “Vyndaqel EPAR”. European Medicines Agency (EMA) (2019年10月16日). 2019年11月24日閲覧。
6. ↑  “KEGG DRUG: タファミジス”. www.genome.jp. 2021年10月28日閲覧。
7. 1 2 3 4 5  “FDA approves new treatments for heart disease caused by a serious rare disease, transthyretin mediated amyloidosis”. U.S. Food and Drug Administration (FDA) (2019年9月14日). 2019年9月14日時点のオリジナルよりアーカイブ。2019年11月24日閲覧。  この記述には、アメリカ合衆国内でパブリックドメインとなっている記述を含む。
8. 1 2 3 4  Said, G; Grippon, S; Kirkpatrick, P (1 March 2012). “Tafamidis.”. Nature Reviews. Drug Discovery 11 (3):  185–6. doi:10.1038/nrd3675. PMID 22378262.
9. ↑  “ビンダケルカプセル20mg 添付文書”. www.info.pmda.go.jp. 2021年10月28日閲覧。
10. ↑  “ビンマックカプセル61mg 添付文書”. www.info.pmda.go.jp. 2021年10月28日閲覧。
11. ↑  “Assessment report: Vyndaqel tafamidis meglumine Procedure No.: EMEA/H/C/002294”.   EMA (2011年). 2021年10月28日閲覧。 See EMA index page for updates.
12. ↑  Grogan, Kevin (2012年6月19日). “FDA rejects Pfizer rare disease drug tafamidis”. Pharma Times
13. ↑  “FDA rejects Pfizer rare disease drug tafamidis”. PharmaTimes online (2012年6月19日). 2021年6月2日閲覧。
14. ↑  “【新製品】ビンダケル ファイザー｜薬事日報ウェブサイト”. 2021年10月28日閲覧。
15. ↑  “Report on the Deliberation Results”.   Evaluation and Licensing Division, Pharmaceutical and Food Safety Bureau Ministry of Health, Labour and Welfare (2013年9月2日). 2021年10月28日閲覧。
16. ↑  “Drug Approval Package: Vyndaquel & Vyndamax”. U.S. Food and Drug Administration (FDA) (2019年6月13日). 2019年11月24日閲覧。  この記述には、アメリカ合衆国内でパブリックドメインとなっている記述を含む。
17. ↑  “European Commission Approves VYNDAQEL®, the First Treatment in the EU for Transthyretin Amyloid Cardiomyopathy (ATTR-CM)”. 2021年10月28日閲覧。
18. ↑  “ビンダケル(R)、トランスサイレチン型心アミロイドーシス治療薬として適応症を追加”. www.pfizer.co.jp. 2021年10月28日閲覧。
19. ↑  “AusPAR: Tafamidis and Tafamidis meglumine”. Therapeutic Goods Administration (TGA) (2020年9月10日). 2020年9月23日閲覧。
20. 1 2 3 4 5  “Drug Trial Snapshots: Vyndaqel/Vyndamax”. U.S. Food and Drug Administration (FDA) (2019年5月28日). 2019年12月19日時点のオリジナルよりアーカイブ。2019年12月18日閲覧。  この記述には、アメリカ合衆国内でパブリックドメインとなっている記述を含む。
21. ↑  “Tafamidis meglumine Orphan Drug Designation and Approval”. U.S. Food and Drug Administration (FDA) (2019年5月3日). 2019年12月19日時点のオリジナルよりアーカイブ。2019年12月18日閲覧。  この記述には、アメリカ合衆国内でパブリックドメインとなっている記述を含む。
22. ↑  “ビンダケル(R)新規適応症を申請～先駆け審査指定制度の対象品目、トランスサイレチン型心アミロイドーシスの治療薬として初の適応を目指す～”. www.pfizer.co.jp. 2021年10月28日閲覧。
23. ↑  “Drug Approval Package: Vyndaquel & Vyndamax”. U.S. Food and Drug Administration (FDA) (2019年6月13日). 2019年11月24日閲覧。  この記述には、アメリカ合衆国内でパブリックドメインとなっている記述を含む。
24. ↑  “ビンマックカプセル61mg インタビューフォーム”. www.info.pmda.go.jp. 2021年10月28日閲覧。

## 関連文献
- “Recent advances in the treatment of familial amyloid polyneuropathy”. Ther Adv Neurol Disord 6 (2):  129–39. (March 2013). doi:10.1177/1756285612470192. PMC 3582309. PMID 23483184.
- “Tafamidis for transthyretin familial amyloid polyneuropathy: a randomized, controlled trial”. Neurology 79 (8):  785–92. (August 2012). doi:10.1212/WNL.0b013e3182661eb1. PMC 4098875. PMID 22843282.